# Кострубицький Олексій Олександрович
Олексій Олександрович Кострубицький (рос. Алексей Александрович Кострубицкий; нар. 24 серпня 1978, с. Васильків, Київська область, Українська РСР, СРСР) — український колабораціоніст з Росією, так званий «міністр з питань цивільної оборони, надзвичайних ситуацій та ліквідації наслідків стихійного лиха» маріонеткового квазідержавного утворення під назвою «Донецька Народна Республіка», де є генералом-лейтенантом служби цивільного захисту, визнаний окупаційною адміністрацією «Героєм ДНР» (2022).

## Біографія

### Раннє життя
Олексій Кострубицький народився 24 серпня 1978 року в місті Василькові Київської області. Мав молодшого брата Юрія. Вступив у 1995 році та закінчив Васильківське військове авіаційно-технічне училище (нині — Васильківський коледж Національного авіаційного університету).

### Служба в ДСНС
Кострубицький після здобуття вищої освіти поїхав служити до Донецької області, де одружився та обійняв посаду заступника начальника головного управління — начальника управління ресурсного забезпечення ГУ ДСНС України в Донецькій області. Мав звання підполковника служби цивільного захисту.

### Російсько-українська війна
Коли розпочалася російсько-українська війна Олексій Кострубицький перейшов на бік російського окупанта, 12 листопада 2014 року став членом терористичної організації «ДНР», де його нарекли «міністром з питань цивільної оборони, надзвичайних ситуацій та ліквідації наслідків стихійного лиха».
Констянтинівський міськрайонний суд Донецької області 28 листопада 2019 року заочно засудив до 12 років в'язниці з конфіскацією майна колаборанта за статтею 258-3 «Створення терористичної групи чи терористичної організації караються позбавленням волі на строк від восьми до п'ятнадцяти років з конфіскацією майна або без такої» Кримінального кодексу України.

### Санкції
Україна ввела санкції проти громадян та підприємств Росії та колаборантів у 2015 році, серед яких був і Олексій Кострубицький. Також на посібника окупантів було накладено санкції такими країнами:
| Назва           | Дата накладання санкцій |
| --------------- | ----------------------- |
| Австралія       | 4 травня 2022           |
| Велика Британія | 13 квітня 2022          |
| ЄС              | 8 квітня 2022           |
| США             | 20 червня 2017          |
| Канада          | 15 квітня 2019          |
| Україна         | 24 червня 2021          |
| Швейцарія       | 13 квітня 2022          |
| Японія          | 26 лютого 2022          |

## Нагороди
- Герой ДНР (2022, «За забезпечення функціонування та відновлення інфраструктури ДНР, за забезпечення життєдіяльності населення, мужність та відвагу, виявлені під час виконання службових обов'язків»)